# Sołtysówka Adama Jeskego
Sołtysówka Adama Jeskego – wolnostojący budynek na Łazarzu w Poznaniu przy ul. Głogowskiej 37.

## Historia
Budynek pochodzi z 1902 i jest nietypowy dla tej części Łazarza, zabudowanej dużymi, reprezentacyjnymi kamienicami. Wykończony różnokolorową cegłą klinkierową, bogaty w detal architektoniczny, zwieńczony niewysoką wieżyczką. Od ulicy odgrodzony płotkiem z żeliwa. Towarzyszą mu dwa budynki gospodarcze. Obiekt należał do Adama Jeskego, który był ostatnim sołtysem Świętego Łazarza, przed włączeniem tej wsi do Poznania (w 1900). W 2011 sołtysówka była niezamieszkana i zdewastowana.
Imię Jeskego nosiła także część ulicy Niegolewskich. Po drugiej stronie ul. Głogowskiej znajdują się: restauracja Magnolia i Park Wilsona.
25 września 2011, w wyniku podpalenia, budynek uległ znacznym uszkodzeniom. W 2012 wystawiono go na sprzedaż za 5,5 miliona złotych. W 2013 miejski konserwator zabytków Joanna Bielawska-Pałczyńska oświadczyła, że z uwagi na dużą wartość historyczną obiektu podjęte zostaną działania mające na celu restaurację budynku, jednak nie przyniosły one żadnych rezultatów. W 2018 cena sprzedaży spadła do 2,9 miliona złotych. Obecnie właścicielem budynku jest warszawska spółka Realvest Głogowska. W 2021 Miejski Konserwator Zabytków wydał zalecenia pokontrolne określające podstawowe prace mające na celu zabezpieczenie sołtysówki, a w lutym 2023 zgodę na przeprowadzenie prac budowlanych (mają tu powstać akademiki oraz strefa gastronomiczno-usługowa).